# Sungai Petani
Sungai Petani is een stad en gemeente (majlis perbandaran; municipal council) in de Maleisische deelstaat Kedah.
De gemeente telt 443.000 inwoners.

## Geboren in Sungai Petani
- Anthony Soter Fernandez (1932-2020)  kardinaal